# Listă de voievozi și principi ai Transilvaniei
Aceasta este o listă de voievozi și principi ai Transilvaniei.

## Voievozi aiTransilvaniei

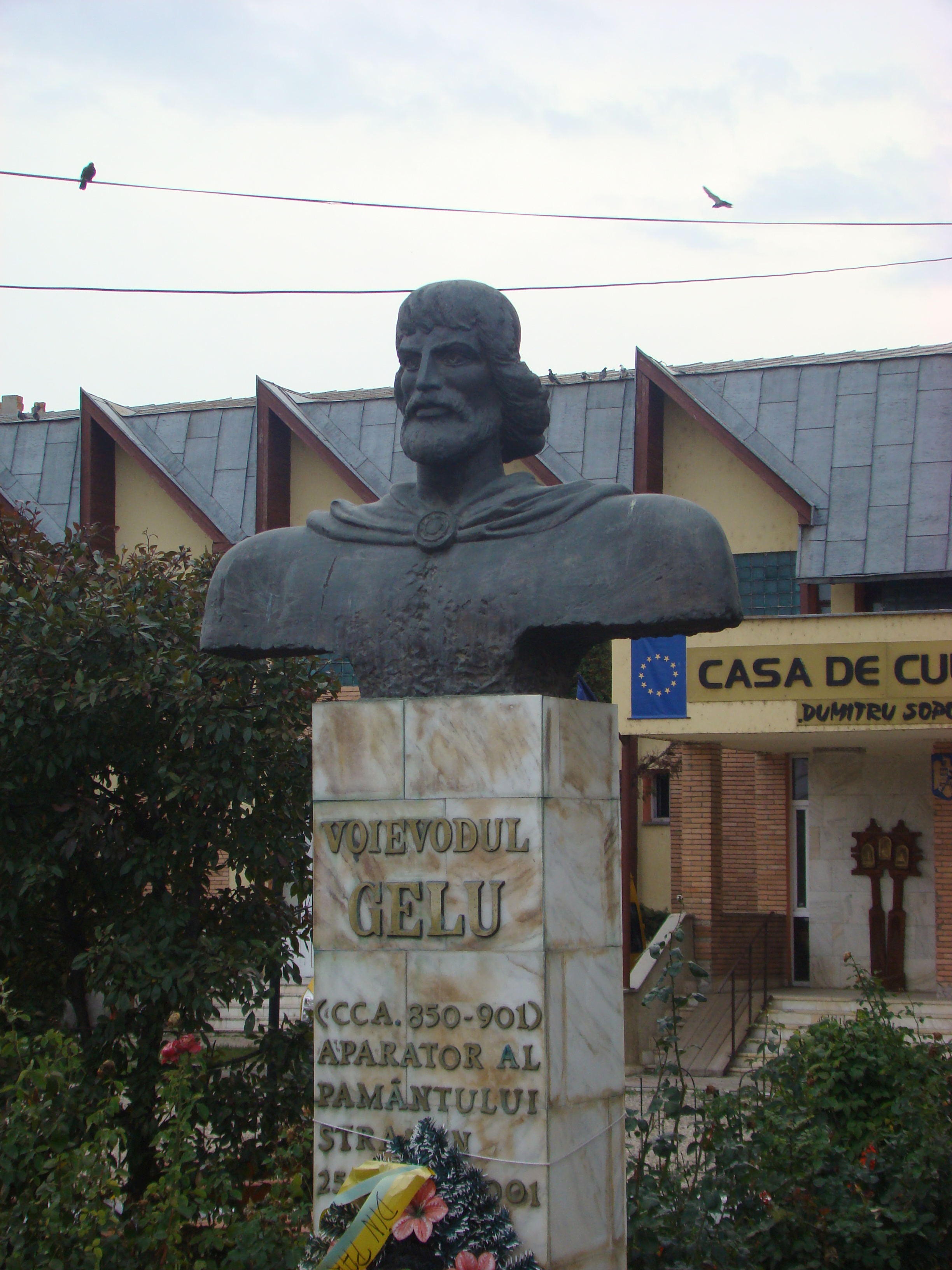
Gelu. Statuie în comuna Gilău

Înainte de secolul al XI-lea, sunt pomeniți în cronica Gesta Hungarorum următorii conducători (în latină: dux).
- Gelou/Gyalu/Gelu ; ? - 904 ; Conducătorul unei formațiuni statale cu populație românească (vlahă) și slavă.[1][necesită sursă mai bună]

„Gelou ducem blacorum. Gelou uero dux ultra siluanis...”—Gesta Hungarorum''
- Tuhutum/Töhötöm/Tétény ; 904 - ?; Conducătorul tribului maghiar Keszi.

„Tvhutum uero et filius suus Horca...”—Gesta Hungarorum''
- Horca/Horka/Harka[2]; ?; fiul lui Tuhutum
- Zombor gyula[3]; ?; fiul lui Horka
- Iula/Gyula, conducător al Transilvaniei, cu centrul în actuala Alba Iulie.

„Stephen rex Ungaricus super avunculum suum regem Iulum cum exercitum venit”—Annales Hildesheimenses - text original
Iula mai este numit și Jula, Geula, Gyla sau Gyula. Unii istorici îl consemnează cu numele Prokuj ;  953 - 1003, fiul lui Zombor (Zsombor, Jombor, Iambor). În urma războiului cu regele maghiar Ștefan I, Jula este luat prizonier și dus în Ungaria. Fiii lui au încercat redobândirea Transilvaniei, participând la răscoala împotriva urmașului regelui Ștefan.
Transilvania beneficia de diverse grade de autonomie în cadrul Regatului maghiar. Titulatura de "voievod" a apărut în documentele oficiale maghiare din 1193. Voievodul ardelean a fost unul din baronii regatului, îndeplinind, prin numirea de către Coroana maghiară, a unui rol asemănător guvernatorului sau viceregelui, de mare judecător al ținutului pe care-l stăpânea în numele regelui lui și de comandant al armatelor celor 7 comitate ardelenești. Prin efectul bulelor regale, autoritatea sa nu se întindea și asupra: sașilor (conduși de un conte din Sibiu), a secuilor (comite secuiesc), ca și asupra orașelor libere .
După dezastrul de la Mohacs din 1526, Transilvania a devenit mărul discordiei dintre habsburgi și otomani, ea căpătând un grad mai mare de autonomie sub suzeranitatea otomană. După anul 1700, Transilvania a fost eliberată de sub influența turcilor, iar suveranii habsburgi au adăugat titulaturii lor și pe cea de "principe", apoi "mare principe" al Transilvaniei (până în 1867).

### Voievodatul Transilvaniei
- Zoltán Erdőelvi; c.1002[necesită citare]

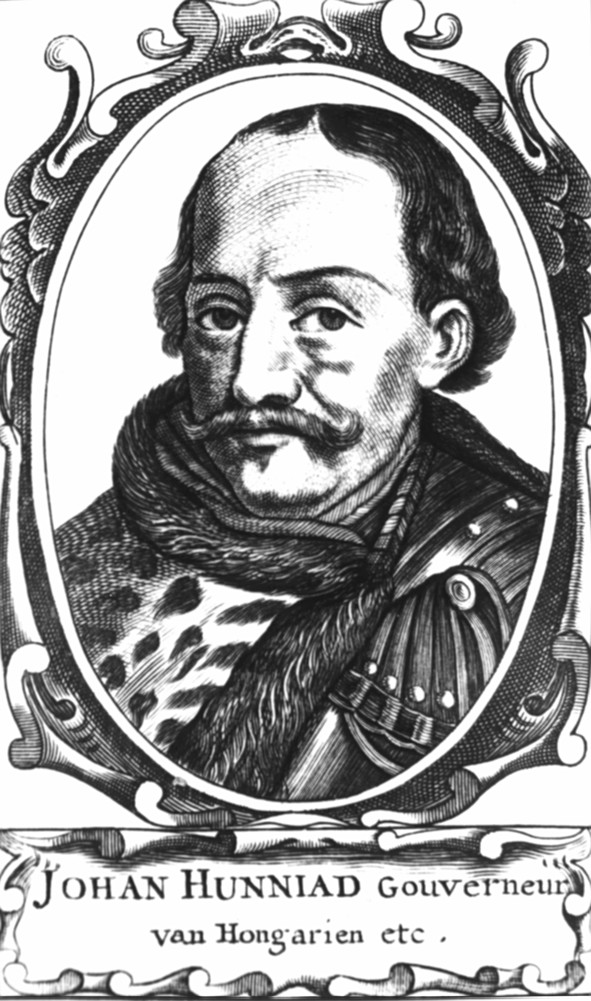
Ioan (Iancu) de Hunedoara

- Mercurius, princeps Ultrasilvanus; 1103, 1111 - 1113
- Leustachius Rátót (Eustachius), voievod al Transilvaniei; cca.1164 - 1176
- Legforus (Szegfor); 1199 - 1200
- Eth; 1200[necesită citare]
- Gyula Kán; 1201 - 1202 ; prima oară[necesită citare]
- Nicolae; 1201 - 1202[necesită citare]
- Benedict, fiul lui Conrad; 1202 - 1206 ; prima oară[necesită citare]
- Smaragdus Zsámboki; 1206 - 1208[necesită citare]
- Benedict, fiul lui Conrad; 1208 - 1209 ; a doua oară[necesită citare]
- Mihail Kacsics; 1209 - 1212
- Berthold de Andechs-Meran, arhiepiscop de Kalocsa; 1212 - 1213
- Nicolae; 1213[necesită citare]
- Gyula Kán; 1213 - 1214 ; a doua oară[necesită citare]
- Simion; 1215[necesită citare]
- Ipoth (Ipolit); 1216 - 1217[necesită citare]
- Rafail (Rafain/Rafaion); 1217 - 1218[necesită citare]
- Neuka (Nevke/Leuka); 1219 - 1221[necesită citare]
- Paul, fiul lui Petru; 1221 - 1222[necesită citare]
- Mihail Kacsics; 1222; a doua oară
- Pósa Csáki, fiul lui Solum/Sólyom  1226- 1231; prima oară[necesită citare]
- Gyula Rátót; 1229 - 1233; fiul lui Leustachius
- Dionisie Tomaj; 1233 - 1234
- Serafin; 1235[necesită citare]
- Andrei; 1235  fiul lui Serafin[necesită citare]
- Pósa Csáki, fiul lui Solum/Sólyom; 1235- 1241; a doua oară[necesită citare]
- Laurențiu Aba; 1242 - 1252
- Ștefan (Dux Transilvaniae); 1257 - 1258; fiul regelui Bela IV, prima oară[necesită citare]
- Ernye Ákos, ban al Transilvaniei; 1258 - 1261
- Ștefan; 1260 - 1270; a doua oară[necesită citare]
- Ladislau I Kan; 1261 - 1265; prima oară
- Nicolae Geregye; 1265 - 1270; prima oară[necesită citare]
- Matei Csáki; 1270 - 1272; prima oară
- Nicolae Geregye; 1272 - [[1274] ; a doua oară[necesită citare]
- Ioan Kőszegi; 1273[necesită citare]
- Egidius Monoszló; 1274[necesită citare]
- Matei Csáki; 1274 - 1275; a doua oară
- Ugrinus Csáki; 1275; prima oară
- Ladislau I Kan; 1275 - 1276; a doua oară
- Ugrinus Csáki; 1276; a doua oară
- Matei Csáki; 1276 - 1277; a treia oară
- Nicolae Meggyesi din neamul Pok; 1277; prima oară
- Finta Aba; 1278 - 1280
- Ștefan Merai; 1280[necesită citare]
- Petru, fiul lui Dominic; 1280[necesită citare]
- Roland Borșa; 1282; prima oară
- Apor Péc; 1283 - 1284[necesită citare]
- Roland Borșa; 1284 - 1285; a doua oară
- Moise/Moyus Ákos; 1287 - 1288[necesită citare]
- Roland Borșa; 1288 - 1294; a treia oară
- Ladislau Kán al II-lea; 1294 - 1315
- Ladislau Kán al III-lea; 1315; neconfirmat de rege
- Nicolae Meggyesi din neamul Pok; 1315 - 1316; a doua oară
- Doja Debreceni; 1318 - 1321 ; fiul lui Andrei
- Toma Szécsényi; 1321 - 1342
- Nicolae Sirokai; 1342 - 1344
- Ștefan Lackfi; 1344 - 1350
- Toma Gönyűi; 1351; din neamul Csor
- Nicolae Raholcai Kont; 1351 - 1356
- Andrei Lackfi; 1356 - 1359
- Dionisie Lackfi; 1359 - 1367
- Nicolae Lackfi; 1367 - 1368
- Emeric Lackfi; 1369 - 1372
- Ștefan Lackfi al II-lea; 1373 - 1376; fratele lui Emeric
- Ladislau Losonczi; 1376 - 1391
- Emeric Bebek I (Bubek); 1392 - 1393
- Frank Szécsényi; 1393 - 1395
- Stibor de Stiboricz; 1395 - 1401; prima oară
- Nicolae Csáki și Nicolae Marcali; 1401 - 1403; prima oară
- Ioan Tamási și Iacob Lackfi; 1403 - 1409
- Stibor de Stiboricz; 1410 - 1414; a doua oară
- Nicolae Csáki; 1415 - 1426; a doua oară
- Ladislau al IV-lea Csaki; 1426 - 1435; fiul lui Nicolea Csaki
- Ladislau al IV-lea Csaki și Petru Cseh (Cheeh); 1436 - 1437
- Petru Cseh; 1437 - 1438; a doua oară
- Desideriu Losonczi; 1438 - 1440
- Ladislau al V-lea Jakcs; ianuarie 1441
- Ioan de Hunedoara; 1441 - 1446; fiul cneazului Voicu (Vajk)
- Emeric Bebek al II-lea și Nicolae Újlaki; 1446 - 1447
- Emeric Bebek al II-lea și Ioan de Hunedoara; mai - octombrie 1448
- Ioan Rozgonyi; 1449 - 1460
- Nicolae Újlaki; 1449 - 1458; a doua oară
- Sebastian Rozgonyi; 1458 - 1461
- Nicolae Újlaki; 1460; a treia oară
- Ladislau Kanizsai; 1460
- Nicolae Újlaki și Ioan Dindelegi Pongrácz; 1462 - 1465
- Sigismund Szentgyörgyi și Ioan Szentgyörgyi (de Sancto Giorgia); 1465 - 1467
- Ioan Dindelegi Pongrácz și Nicolae Csupor; 1468 - 1472
- Blazius Magyar; 1472 - 1475
- Ioan Dindelegi Pongrácz; 1475 - 1476; a doua oară
- Petru Vingárti Geréb; 1478 - 1479
- Ștefan Bathory I de Ecsed; 1479 - 1493
- Bartolomeu Dragfi ; 1493 - 1499; decendent din Drag de Maramureș
- Ladislau Losonczi al II-lea; 1493 - 1495
- Petru Szentgyörgyi și de Bozin; 1499 - 1510
- Ioan Zápolya; 1510 - 1526; apoi rege al Ungariei
- Petru Perényi; 1526 - 1529
- Ștefan Bathory II de Șimleu; 1529 - 1530
- Ieronim Laski ; 1531 - 1534
- Ștefan Mailat; 1534 - 1538
- Emeric Balassa; 1538 - 1540

## Principi ai Transilvaniei

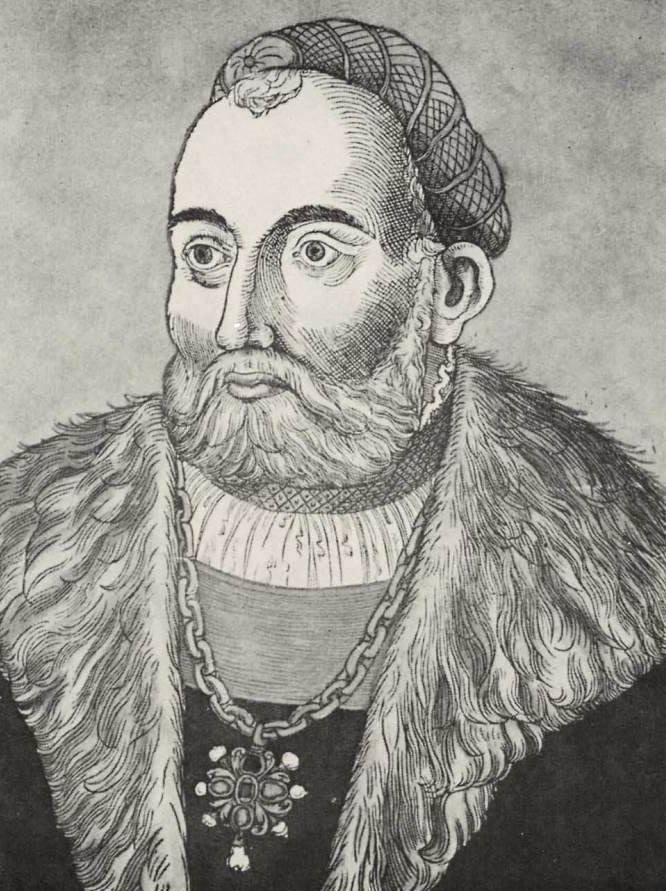
Ioan I Zápolya

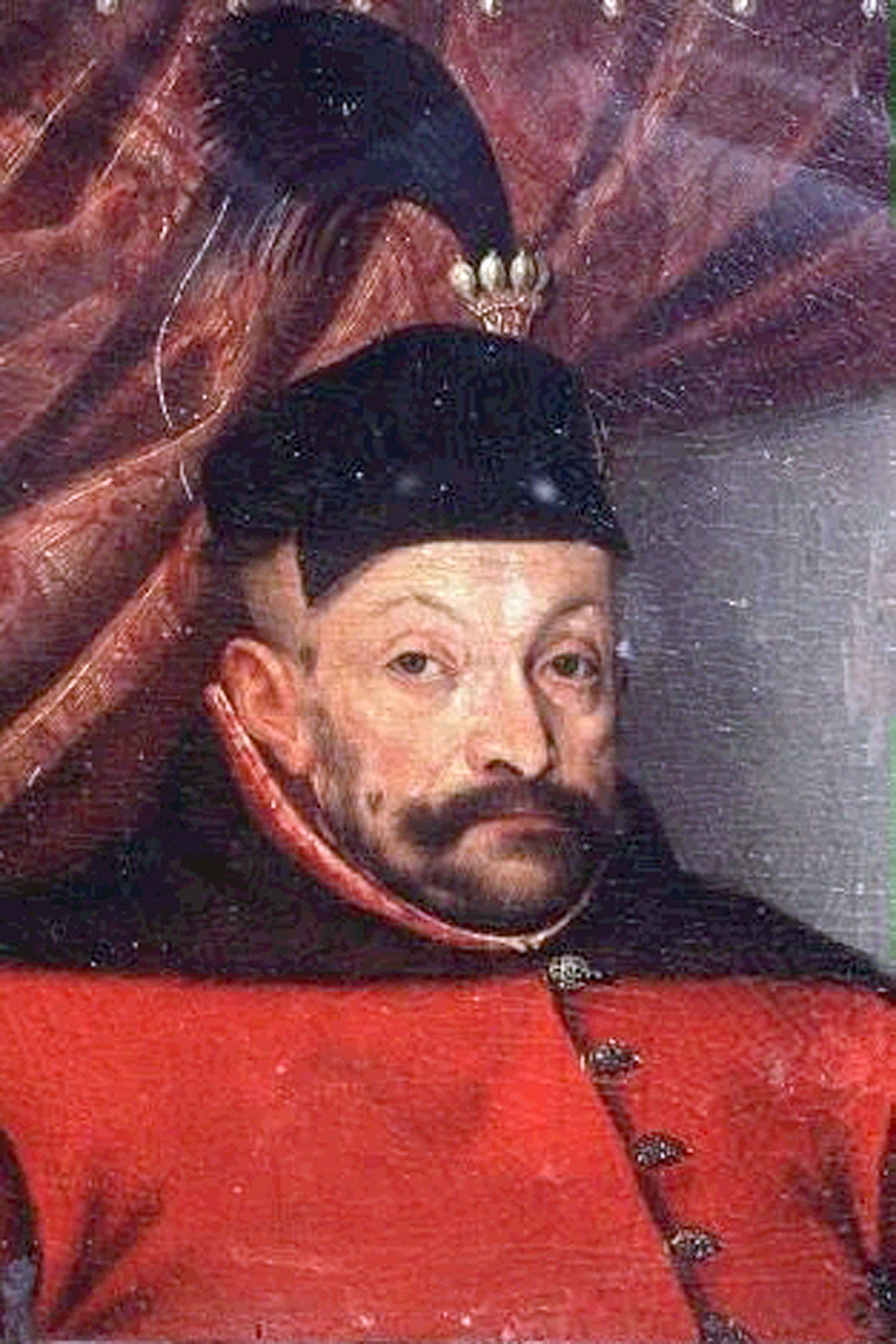
Báthory István

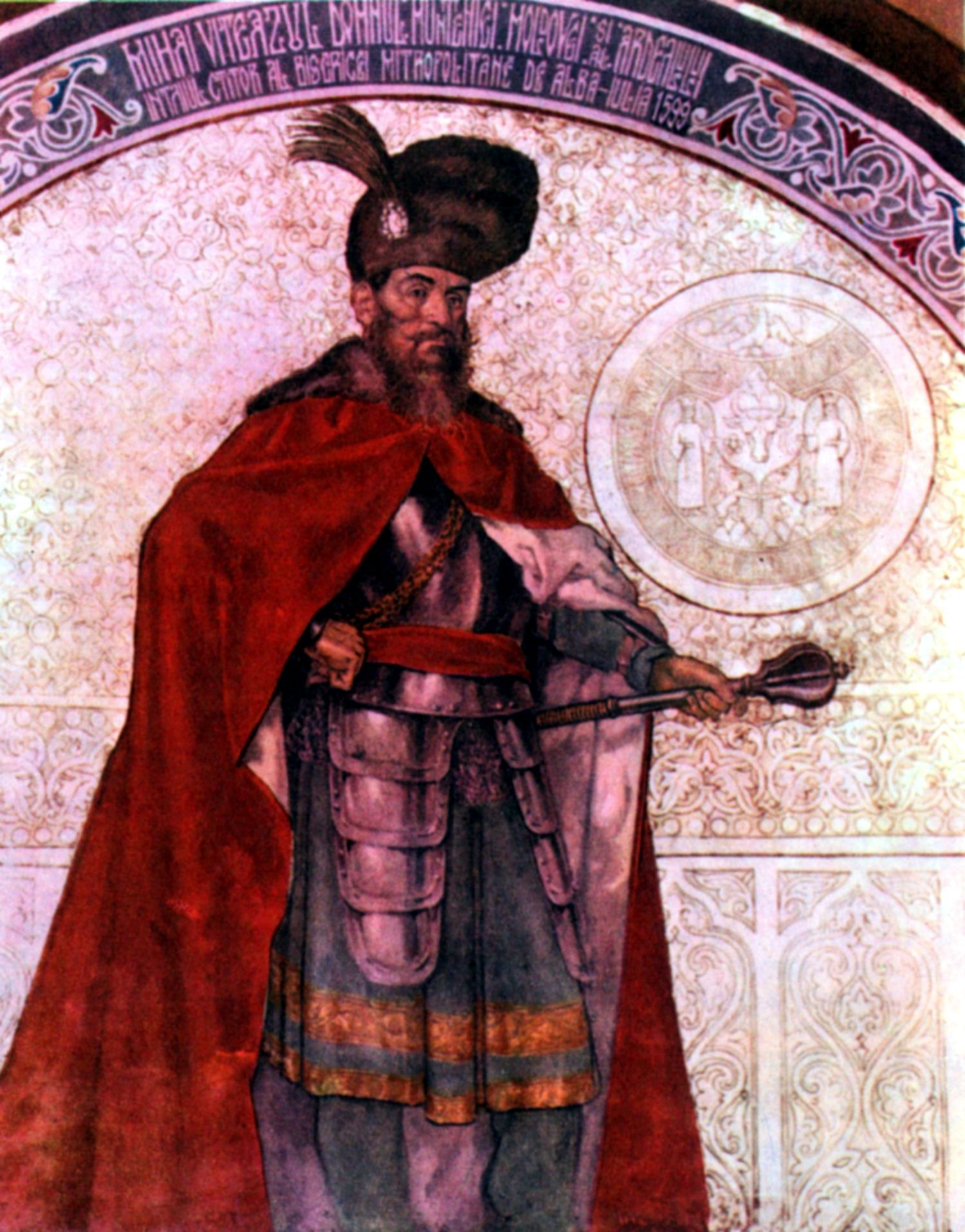
Mihai Viteazul

- Gheorghe Martinuzzi; 1541 - 1552; guvernator
- Andrei Bathori de Ecsed; 1552 - 1553
- Ștefan Dobó și Francisc Kendi; 1553 - 1556
- Isabella Jagiello Zapolya; 1540 - 1551; soția lui Ioan I Zápolya, regentă
- George Fráter; 1542 - 1551; regent
- Ferdinand I de Habsburg; 1551 - 1556; fiul lui Filip I (Spania)
- Isabella Jagiello Zapolya; 1556 - 1559; a doua oară
- Ioan al II-lea Sigismund Zápolya; 1570 - 1571
- Ștefan Báthory; 1571 - 1575
- Cristofor Báthory; 1575 - 1581; fratele lui Ștefan Báthory
- Sigismund Báthory; 1581 - 1594; fiul lui Cristofor Báthory, prima oară
- Baltazar Báthory; 1594
- Sigismund Báthory; 1594 - 1598; a doua oară (extinde autoritatea sa asupra Țării Moldovei și Tării Românești, realizând așa-zisul "plan dacic")
- Maria Cristina de Habsburg; 1597; prima oară
- Rudolf al II-lea de Habsburg; 1598
- Maria Cristina de Habsburg; 1598; a doua oară
- Sigismund Bathory; 1598 - 1599; a treia oară
- Andrei Báthory; 1599; vărul lui Sigismund Bathory
- Mihai Viteazul; 1599 - 1601; prin prima unire a Țării Românești, Transilvaniei și Țării Moldovei
- Gheorghe Basta; 1601 - 1603; în numele împăratului Rudolf al II-lea
- Moise Székely (Secuiul); 1603 - 1604
- Ștefan Bocskay; 1604 - 1606
- Sigismund Rákóczi; 1607 - 1608
- Gabriel Báthory; 1608 - 1613; fratele lui Ștefan Báthory
- Gabriel Bethlen; 1613 - 1629
- Ecaterina de Brandenburg; 1629 - 1630; soția lui Gabril Bethlen
- Ștefan Bethlen; 1630; fiul lui Gabriel Bethlen
- Gheorghe Rákóczi I; 1630 - 1648; fiul lui Sigismund Rákóczi
- Gheorghe Rákóczi al II-lea; 1648 - 1657; fiul lui Rákóczi I
- Francisc Rhédei; 1657 - 1658;
- Acațiu Barcsai; 1658 - 1660
- Gheorghe Rakoczi al II-lea; 1659 - 1660; a doua oară
- Ioan Kemény; 1661 - 1662
- Mihai Apafi I; 1662 - 1690
- Emeric Thököly; 1690 - 1691
- Mihai Apafi al II-lea; 1690 - 1696; fiul lui Mihai Apafi I
- Leopold I; 1691 - 1705
- Francisc Rákóczi al II-lea; 1704 - 1711. La 7 iulie 1704, Dieta Transilvaniei întrunită la Alba Iulia l-a proclamat pe Francisc Rákóczi al II-lea ca principe al Transilvaniei. Revolta antihabsburgică condusă de acesta a eșuat, autoritatea Casei de Habsburg în Transilvania și Ungaria fiind restabilită efectiv în anul 1711, prin Pacea de la Satu Mare.
- Carol al VI-lea, Împărat romano-german; 1711 - 1740; fiul lui Leopold I
- Maria Tereza; 1740 - 1765; fiica lui Carol al VI-lea

## Mari Principi ai Transilvaniei
- Maria Tereza; 1765-1780
- Iosif al II-lea; 1780 - 1790; fiul Mariei Terezia
- Leopold al II-lea; 1790 - 1792; fiul Mariei Terezia
- Francisc al II-lea, ultimul împărat romano-german, devenit apoi Francisc I, împărat austriac (1792 - 1835); fiul lui Leopold al II-lea
- Ferdinand I; 1835 - 1848; fiul lui Francisc al II-lea
- Francisc Iosif; 1848 - 1867; nepotul lui Ferdinand I

În anul 1867 Marele Principat al Transilvaniei a fost desființat prin hotărârea Dietei țării, care a hotărât unirea cu Ungaria.